# Poprad (fiume)
Il Poprad (in tedesco: Popper) è un fiume nella Slovacchia nord-occidentale e della Polonia meridionale, affluente del fiume Dunajec presso Stary Sącz. Ha una lunghezza di 170 km (63 dei quali sono in Polonia, il che lo rende il 22º fiume più lungo della nazione) e un bacino di 2.077 km² (1.594 in Slovacchia e 483 in Polonia).

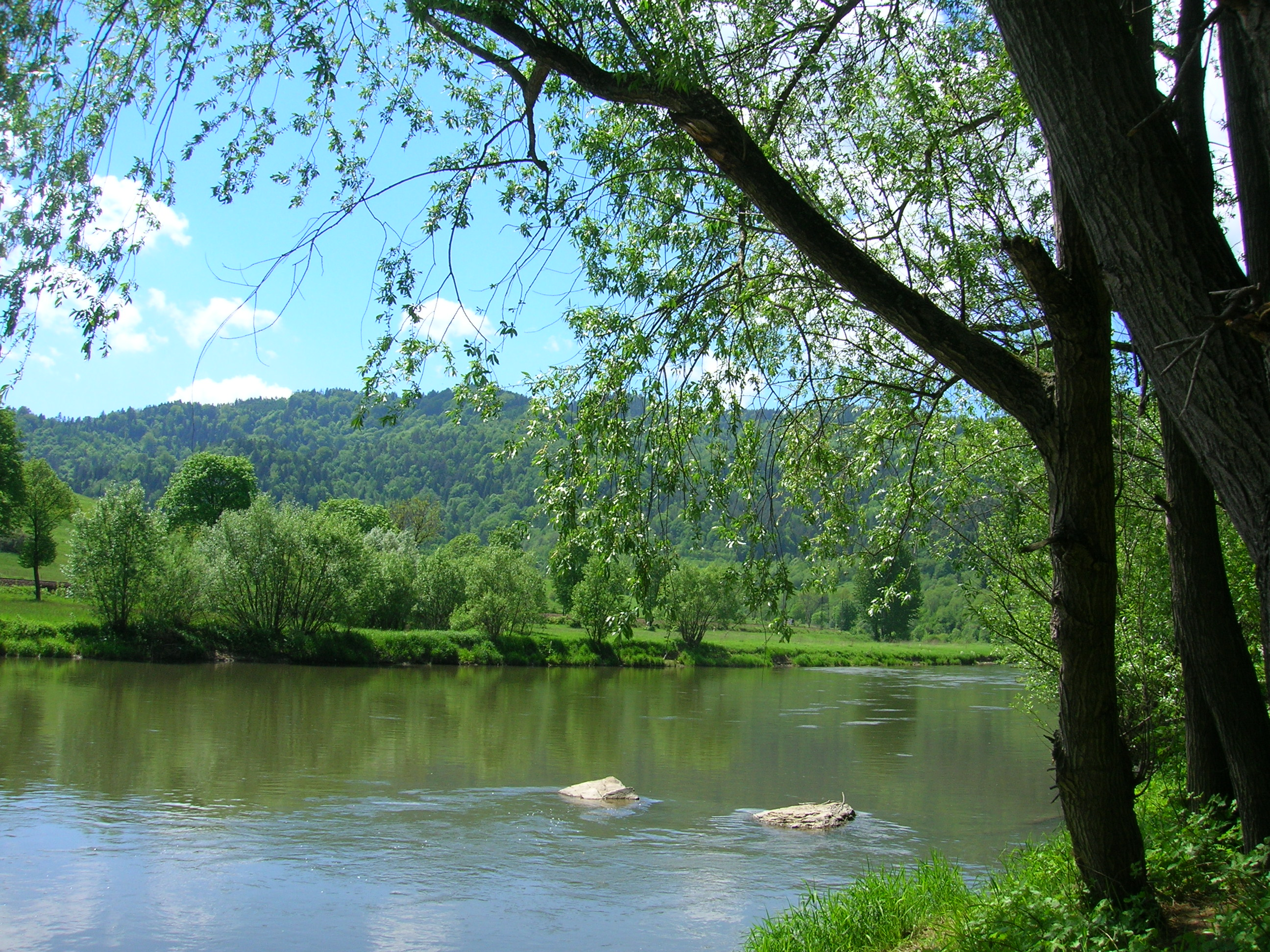
Fiume Poprad che forma il confine tra Slovacchia e Polonia

Il Poprad è l'unico fiume slovacco che scorre verso nord; tocca i distretti di Poprad, Kežmarok e Stará Ľubovňa e poi, per 31,1 km, forma il confine tra Slovacchia e Polonia.

## Città attraversate
- Poprad
- Stará Ľubovňa
- Muszyna
- Piwniczna-Zdrój
- Rytro
- Stary Sącz